# Emil Ferstl
Emil Ferstl (* 16. Februar 1904 in München; † 12. März 1972 ebenda) war ein deutscher Musiker, Komponist und Filmkomponist.

## Leben und Wirken
Über Ferstls Leben ist kaum etwas bekannt, auch nicht über seine Ausbildung. Belegt sind eine Reihe von veröffentlichten Kompositionen, die er unter anderem für Klavier („Fidele Polka“), Klarinette und Klavier („Mal oben, mal unten“), Tenorhorn und Blasorchester („Bravour-Polka“), Akkordeon („Tango-Melodik“), Xylophon und Begleitung („Spanischer Tanz“) und Saxophone („Parade der Saxophone“, „Thema und Variationen“) verfasste.
1949, beginnend mit einer Vertonung für einen bereits 1944/45 von Theo Lingen abgedrehten Film (Liebesheirat), schrieb Emil Ferstl in den kommenden fünf Jahren die Partituren für eine Reihe von Unterhaltungs- wie Dokumentarfilmen. Das Gros dieser Streifen besaß einen weiß-blauen bzw. alpinen Handlungshintergrund und ist filmhistorisch unbedeutend. Nach der Komposition zu drei abendfüllenden Fernsehfilmen nach Vorlagen von Peter-Rosegger-Romanen 1963 beendete Ferstl seine Arbeit als Film- und Fernsehkomponist.
Sein Sohn Erich Ferstl war ebenfalls Filmkomponist.

## Filmografie
- 1944/49: Liebesheirat
- 1948: Aus unseren Tagen (Dokumentarkurzfilm)
- 1949: Das goldene Edelweiß
- 1949: Nach Regen scheint Sonne
- 1950: Wer fuhr den grauen Ford?
- 1950: Falschmünzer am Werk
- 1950: Auf Fahrt in die Dolomiten (Dokumentarkurzfilm)
- 1950: Auf der Walze (Dokumentarkurzfilm)
- 1950: Der Loibner-Bauer (UA: 1954)
- 1952: Mönche, Mädchen und Panduren
- 1952: Das weiße Abenteuer
- 1953: Schönes Schweizerland (Dokumentarfilm)
- 1953: Die Nacht ohne Moral
- 1954: Hummelkinder (Dokumentarfilm)
- 1954: Am Fuße des Wendelstein (Dokumentarfilm)
- 1954: Das sündige Dorf
- 1954: Die Welt spielt Fußball – Fußball-Weltmeisterschaft 1954 (Dokumentarfilm)
- 1963: Als ich noch der Waldbauernbub war… (Fernsehfilm)
- 1963: Als ich beim Käthele im Wald war (Fernsehfilm)
- 1963: Aus meiner Waldheimat (Fernsehfilm)